# Granica sudańsko-południowosudańska
Granica Sudanu i Sudanu Południowego – granica międzypaństwowa o długości 1937 kilometrów dzieląca terytoria Sudanu i Sudanu Południowego.
Początek granicy na zachodzie to trójstyk granic Republiki  Środkowoafrykańskiej, Sudanu Południowego i Sudanu. Granica biegnie następnie w kierunku północno-wschodnim i wschodnim, częściowo po rzece okresowej Bahr al-Arab, potem równolegle do Nilu Białego w kierunku północnym do równoleżnika 12° N.
Po przecięciu Nilu i na wschód od niego przyjmuje kierunek południowo-wschodni i dochodzi do styku granic Sudanu, Sudanu Południowego i Etiopii.
Granica powstała 9 lipca 2011 roku po proklamowaniu niepodległości przez Sudan Południowy.
Jest to północna granica dawnych sudańskich regionów Bahr al-Ghazal i Górny Nil tworzących w latach 1972–1983 (razem z Ekwatorią) autonomiczny Region Południowy.
Granica została otwarta 27 stycznia 2016.